# Гражданское объединение «Дозор»
Гражданское объединение «Дозор» (расшифровывается как «Добровольное общество защиты объединённой Руси») — общественно-политическая организация, действующая в городе Одесса с февраля 2008 года. Филиалы организации открыты в Днепропетровске.

## Цели и задачи
По заявлениям самой организации, она объединяет людей разных взглядов — от правых до левых, тех, кого не устраивает положение русскоязычных на Украине и проводимая Украиной идеологическая и гуманитарная политика, а также людей, которые хотели бы видеть Украину и Россию одним государством. Для принятия в члены нужно лишь разделять вышеуказанные идеи и быть согласным со следующими направлениями работы:
1. проведение различных патриотических мероприятий, связанных с историей и русской культурой, пропагандирующих ценности Русского Мира;
2. противодействие русофобии;
3. уроки патриотического воспитания в школах;
4. участие в комиссии в рамках принятой Одесским городским советом программы «Сохранение и развитие русского языка в городе Одессе»;
5. информационная пропаганда идей Русского Мира в интернете и за его пределами.

Бывшая тогда координатором объединения Мария Бильчак вошла в первую пятёрку партийного списка партии «Русский блок» на выборах Верховной Рады Украины 28 октября 2012 года. Она шла в Верховную раду Украины под лозунгами «За русский язык как государственный!», «За курс на воссоединение с родными народами России и Белоруссии!», «За федерализицию Украины!».

## Некоторые из проведённых акций
- Дозор неоднократно становился инициатором и участником проведения «Маршей русского единства» в Одессе[6].
- 10 апреля 2009 года, в день 65-й годовщины освобождения Одессы от нацистских оккупантов над Одесским Оперным театром была поднята копия Знамени Победы. По заявлению «дозоровцев», акция должна была «напомнить одесситам и гостям города о героических днях, достойно отпраздновать это событие и поздравить ветеранов Великой Отечественной войны»[7].
- 6 июня 2009 года организация восстановила деталь скульптуры памятника Пушкину — стальную трость — предыдущие трости, сделанные из бронзы, а не из стали, неоднократно крались вандалами. Подарок имел пять точек крепления к скульптуре. С тех пор трость ни разу не пропадала[5][8].
- Накануне отмечаемого на Украине 300-летия со дня рождения гетмана Мазепы, чьё изображение напечатано на 10-ти гривневой банкноте, Дозор предложил украинским гражданам отмечать это событие надписями «предатель» (укр. зрадник), «иуда», или схожего смысла на гривневом изображении Мазепы[9].
- В начале 2011 года Дозор принял участие в конкурсе, организованном городскими властями, по разработке нового герба Одессы. Предложенный Дозором проект, содержавший элементы герба Одессы времён Российской империи — двуглавого орла, был признан комиссией одним из лучших и вошёл в финал конкурса[10].
- Активисты Дозора приняли участие в возложении венков на Холме Славы во Львове 9 мая 2011 года, которое окончилось стычками и драками с местными представителями националистической партии «Свобода». Кроме возложения венков к подножию памятника советским воинам, погибшим в Великой Отечественной войне, дозоровцы возложили венки к подножию памятника, посвященного русским воинам, погибшим в Первую мировую войну[11][12][13].
- Требование объединения Дозор расторгнуть договор на аренду помещения по адресу улица Пушкинская дом № 19 между собственником (Одесским областным советом) и одесским отделением всеукраинского общества «Просвита», переданное областным властям ещё летом 2010 года, было удовлетворено 12 октября 2011 года — помещение в центре города, за которое «Просвита» платила городу арендную плату в 1 гривну в месяц было освобождено от «Просвиты» при помощи судебных приставов[14][15].
- Каждый заранее заявленный визит в Одессу лидеров украинских националистических организаций происходит на фоне пикетов их политических противников, организованных при участии Гражданского объединения «Дозор»[16][17].

## Критика
Одесское отделение партии «Свобода» распространяло информацию, что тогдашний координатор объединения Мария Бильчак в течение нескольких лет являлась членом «российской террористической организации Красный Блицкриг» и требовало от Генеральной прокуратуре и Службы безопасности Украины «провести расследование и дать правовую оценку так называемым „урокам мужества“, которые общественная организация Дозор проводит в одесских школах». Известно, что в 2009 году по требованию украинских националистических организаций и Андрея Юсова, начальника управления молодёжной и семейной политики Одесского городского совета, Дозор уже проверялся прокуратурой Одесской области на соответствие «ультранационалистическим и профашистским организациям» — в результате проверки соответствия обнаружено не было.